# 강선미
강선미(1979년 3월 14일 ~ )는 대한민국의 은퇴한 여자 축구 선수 출신 축구 지도자이다.